# Pasadena (Texas)

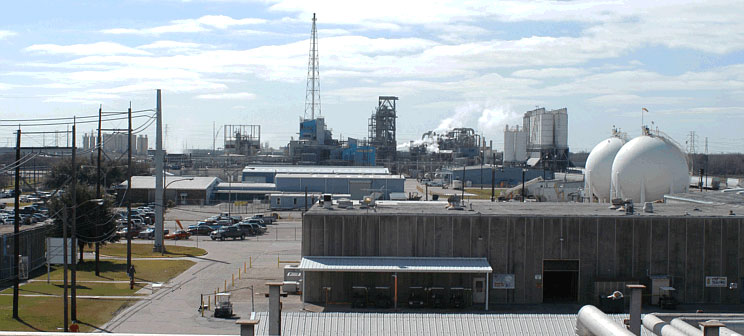
Região industrial de Pasadena.

Pasadena é uma cidade localizada no sudeste do Texas, próxima a Houston, nos Estados Unidos.
Segundo o senso do ano 2000, a população da cidade era de 141.674 habitantes.